# Suden Uni
Suden Uni (fin.Wilczy Sen) – pierwszy studyjny album fińskiego zespołu Moonsorrow. Został wydany w lutym 2001 roku oraz zremasterowany w 2003, z inną okładką i dodatkowym utworem (Tulkaapa äijät!).
Pierwsze wydanie albumu przez Plasmatica Records ukazało się w liczbie 1000 kopii.
W 2010 Drakkar Records wydało zremasterowaną wersję albumu na płycie winylowej w liczbie 150 sztuk.

## Lista utworów
W nawiasie podano tłumaczenie tytułu utworu.
1. „Ukkosenjumalan poika” (Syn Boga Gromu) (muz.: Henri, Vile, sł.: Kaija Kokkonen) – 6:09
2. „Köyliönjärven jäällä (Pakanavedet II)” (Na lodzie Köyliönjärvi (pogańskie wody II)) (muz.: Henri, sł.: Ville) – 6:30
3. „Kuin ikuinen” (Jako wieczny) (muz.: Henri, sł.: Ville) – 7:20
4. „Tuulen koti, aaltojen koti” (Dom wiatru, dom fal) (muz.: Henri, sł.: Ville) – 4:02
5. „Pakanajuhla” (Pogańskie święto) (muz.: Henri, Ville, sł.: Ville) – 4:21
6. „1065: Aika” (1065: Czas) (muz.: Henri, sł.: Ville) – 11:02
7. „Suden uni” (Sen wilka) (muz.: Henri) – 1:05
8. „Tulkaapa äijät!” (Chodźcie, towarzysze!) (muz.: tradycyjna, sł.: szwedzka tradycyjna) – 3:14 (tylko w wersji z roku 2003)

## Wydanie z DVD
15 grudnia 2003 wytwórnia Spikefarm Records wydała zremasterowany album CD wraz z zapisem z koncertu zarejestrowanego 11 lipca 2003 roku w Helsinkach.
1. „Sankarihauta”
2. „Jumalten Kaupunki”
3. „Jumalten Kaupunki”
4. „Sankarihauta”
5. „Kylän Pääsä”
6. „Unohduksen Lapsi”

## Twórcy
- Ville Sorvali – śpiew, gitara basowa, klaskanie
- Henri Sorvali – śpiew, gitara, instrumenty klawiszowe, akordeon, harmonijka ustna, klaskanie
- Marko Tarvonen – perkusja, gitara 12‐strunowa, wokal wspierający, klaskanie
- Janne Perttilä – wokal wspierający (gościnnie)